# 伯克伦德
伯克伦德（德語：Böklund）是德国石勒苏益格－荷尔斯泰因州的一个市镇。总面积7.88平方公里，总人口1409人，其中男性688人，女性721人（2011年12月31日），人口密度179人/平方公里。